# Pyrophosphate de géranylgéranyle
Le pyrophosphate de géranylgéranyle, souvent désigné improprement par le terme « géranylgéranyl-pyrophosphate » par calque de l'anglais (geranylgeranyl pyrophosphate - GGPP), est un dérivé de la voie du mévalonate, une voie métabolique de biosynthèse du diméthylallyl-pyrophosphate et de l'isopentényl-pyrophosphate, précurseurs notamment des terpènes, terpénoïdes et stéroïdes. Chez les végétaux, c'est un précurseur des caroténoïdes, des gibbérellines, des tocophérols et des chlorophylles.

Version simplifiée de la biosynthèse des stéroïdes mettant en évidence les intermédiaires diméthylallyl-pyrophosphate (DMAPP), isopentényl-pyrophosphate (IPP), géranyl-pyrophosphate (GPP), squalène et lanostérol ; certains intermédiaires ne sont pas représentés.

Il est par ailleurs utilisé dans la géranylgéranylation de certaines protéines dans le cadre de processus de signalisation cellulaire.
Cette molécule se trouve, dans l'alimentation, essentiellement dans la viande rouge et le soja. L'ingestion d'ail diminue sa biodisponibilité. Les statines, médicaments donnés contre le cholestérol, diminue la synthèse de cette molécule.